# Ali Rabeh
Ali Rabeh, né le 17 décembre 1984 à Poissy (France), est un homme politique franco-marocain, maire de Trappes depuis 2020 et  co-coordinateur national de Génération.s depuis 2024.

## Situation personnelle

### Origines
Ali Rabeh naît le 17 décembre 1984 à Poissy, où il grandit sur la place Corneille au sein d'une famille d'immigrés marocains arrivés en France à la fin des années 1960,. Son père, originaire d'El Jadida, travaille comme ouvrier dans les usines Chrysler, puis Peugeot Poissy tandis que sa mère, femme au foyer, élève une fratrie de six enfants,.
Ali Rabeh possède la double nationalité franco-marocaine.

### Formation
Ali Rabeh prépare une licence d'informatique à l'université de Versailles-Saint-Quentin-en-Yvelines avant de se réorienter vers un master en carrières publiques et métiers du politique,, qu'il obtient en 2012.

### Vie privée
Ali Rabeh est marié avec une femme bretonne travaillant dans un établissement et service d'accompagnement par le travail pour les personnes en situation de handicap. Le couple est parent d'une fille née en 2022.

## Carrière
Il dit avoir participé à sa première manifestation le 1er mai 2002 à Paris, pour protester contre la présence de Jean-Marie Le Pen au second tour, qu'il qualifie rétrospectivement de « salissure sur la République »,. Il rejoint l'UNEF l'année suivante,.
Début 2003, il milite activement contre le projet de loi du ministre de la Jeunesse, de l’Éducation nationale et de la Recherche Luc Ferry qui prévoit de décentraliser 100 000 postes non enseignants de l’Éducation nationale pour les affecter aux collectivités territoriales. C'est lors des mobilisations contre les réformes Ferry qu'il fait la connaissance de Benoît Hamon, son futur mentor, et de Mathieu Hanotin.
En 2006, avec d'autres cadres locaux de l'UNEF, il contribue à mobiliser l'université de Versailles-Saint-Quentin-en-Yvelines dans le mouvement contre le contrat première embauche pendant près de cinq mois. C'est dans le sillage de celui-ci qu'il adhère au Mouvement des jeunes socialistes afin, dit-il, de « pouvoir aborder d’autres sujets que la vie étudiante ». Il en devient immédiatement le responsable départemental pour les Yvelines.
Le 25 avril 2006, il anime, en compagnie de Yannick Trigance et Bernard Castagnède, un débat organisé par le Parti socialiste à Rambouillet sur le thème « Quel avenir pour les jeunes aujourd'hui ? ».
Au terme des élections municipales de 2020, le nouveau conseil communautaire réuni le 11 juillet 2020 a Ali Rabeh dixième vice-président délégué à l’économie sociale et solidaire pour de la communauté d'agglomération de Saint-Quentin-en-Yvelines, sous la présidence de Jean-Michel Fourgous (LR).
Le 14 novembre 2024, l'association de financement du parti politique national «avec Ali Rabeh» est agréée.

## Mise en cause par Jordan Bardella
Le 11 octobre 2021, au lendemain de sa réélection à la tête de la mairie de Trappes, le président du parti d'extrême droite Rassemblement national publie un communiqué critique dans lequel il demande sa révocation et la mise sous tutelle de la commune. Le 1er février 2022, Jordan Bardella est mis en examen à la suite d'une plainte pour diffamation de l'intéressé visant ce passage du communiqué : « Alors que le gouvernement reste passif devant la constitution de Républiques islamiques en miniature, il est urgent d'interrompre cette conquête de nos territoires ».

## Résultats électoraux

### Élections départementales
| Année | Parti | Parti | Canton  | Binôme             | 1er tour | 1er tour | 1er tour | 2d tour | 2d tour | 2d tour | Issue |
| Année | Parti | Parti | Canton  | Binôme             | Voix     | %        | Rang     | Voix    | %       | Rang    | Issue |
| ----- | ----- | ----- | ------- | ------------------ | -------- | -------- | -------- | ------- | ------- | ------- | ----- |
| 2021  |       | UG    | Trappes | Anne-Marie Bouquet | 3 288    | 39,28    | 1er      | 4 695   | 47,83   | 2e      | Battu |

### Élections municipales
Les résultats ci-dessous concernent uniquement les élections où il est tête de liste.
| Année | Coalition des partis   | Coalition des partis | Commune | 1er tour | 1er tour | 1er tour | 2d tour | 2d tour | 2d tour | Sièges obtenus | Sièges obtenus |
| Année | Coalition des partis   | Coalition des partis | Commune | Voix     | %        | Rang     | Voix    | %       | Rang    | CM             | CC             |
| ----- | ---------------------- | -------------------- | ------- | -------- | -------- | -------- | ------- | ------- | ------- | -------------- | -------------- |
| 2020  |                        | G·s - EÉLV - PCF     | Trappes | 1 630    | 37,03    | 1er      | 2 023   | 40,40   | 1er     | 28 / 39        | 8 / 11         |
| 2021  | G·s - EÉLV - PCF - LFI | 3 384                | Trappes | 58,36    |          |          |         | 31 / 39 | 9 / 11  |                |                |